# Prackovice nad Labem
Prackovice nad Labem là một làng thuộc huyện Litoměřice, vùng Ústecký, Cộng hòa Séc.